# Zeche Abgunst
Die Zeche Abgunst ist ein ehemaliges Steinkohlenbergwerk in Essen-Heisingen. Die Zeche war auch unter dem Namen Zeche Kämpgerwerk bekannt und wurde auch fälschlicherweise als Zeche Steinknapp bezeichnet.

## Geschichte

### Abgunst

#### Die Anfänge
Am 28. März des Jahres 1798 wurde durch den Reichsabt von Werden die Konzession an Johann König und Konsorten erteilt. Bereits im darauffolgenden Jahr ist das Bergwerk aus Teilen der Berechtsame Werthsbank entstanden, es wurde das Flöz Kreftenscheer zugesprochen. Am 28. März wurde die Konzession auf den tiefsten Stollen verliehen, anschließend war das Bergwerk in Betrieb. Als Gewerken für das Bergwerk wurden Johann König, Johann Lienhöwer, Wilhelm Grotkamp, Ludger Stennes, Arnold Bergmann, Erverh. Henr. Krampe, die Witwe Kleinkamp, Arnold Witte, Jacob Stottrop, Anton Schmieskötter, Johann Anton Uhle, Johann Luthen genannt Turmann, Ludger Lindemann, Johann Schleipmann, Arnold Blockhaus, Rohmann in Heisingen, Ludger Gathmann, Henrich Schulte, Wilhelm Mühlmann, Ludger Lüttgenbruch und Everhard Freytag in die Unterlagen eingetragen. Der Abtransport der Kohlen erfolgte über einen Schleppweg zum Kohlenmagazin an der Ruhr.

#### Die weiteren Jahre
Um das Jahr 1800 wurde die Zeche Abgunst zu Teilen mit der Zeche Dreckbank zur Zeche Abgunst & Dreckbank vereinigt. In den Jahren 1802 und 1804 bis 1806 wurde das Bergwerk in Fristen erhalten. Im Jahr 1812 erfolgte der Abbau am tonnlägigen Schacht 1. In den Jahren 1815 bis 1820 wurde weiterhin Abbau betrieben. Die ersten Belegschaftszahlen stammen aus dem Jahre 1820, damals waren zwölf Bergleute auf dem Bergwerk angelegt. Im Jahr 1823 waren neun Bergleute auf dem Bergwerk beschäftigt, es wurde weiter Abbau betrieben. Im Jahr 1828 waren die Kohlenvorräte abgebaut und das Bergwerk wurde stillgelegt. Im Jahr 1830 wurde der tonnlägige Schacht Theodor abgeteuft. Aus diesem Jahr stammen auch die letzten bekannten Förder- und Belegschaftszahlen des Bergwerks, mit sechs Bergleuten wurden 3962 Scheffel Steinkohle gefördert.
Im Jahr 1831 waren die Kohlenvorräte vermutlich abgebaut. Am 25. Mai des Jahres 1835 wurde eine Mutung auf das Tiefste der Zeche Abgunst eingelegt. Als Muter trat der Gewerke Hermann König genannt Gathmann auf, der die Mutung im Auftrag der Gewerkschaft unter dem Namen Abgunst Tiefstes einlegte. Da das gemutete Feld nach Auffassung der Gewerken der Zeche Bruchkamp & Steinknapp in ihrem Grubenfeld lag, kam es zu einem Streit zwischen den beiden Gewerkschaften. Im Jahr 1854 wurde den Gewerken der Zeche Abgunst ein Längenfeld verliehen. Im Jahr 1858 konsolidierte die Zeche Abgunst mit den Zechen Zwergmutter und Unterste Rauensiepen zur Zeche Vereinigte Flasdorf.

### Abgunst & Dreckbank
Nach der teilweisen Vereinigung der Zechen Abgunst und Dreckbank war das neu entstandene Bergwerk einige Jahre in Betrieb. Als Betriebsführer war Carl-Josef Lanter auf dem Bergwerk tätig. Die letzten Angaben stammen aus dem Jahr 1803, danach gibt es keine weiteren Angaben über die Zeche Abgunst & Dreckbank.